# 서대문구 을 (1950년 선거구)
서대문구 을은 대한민국의 옛 국회의원 선거구이다. 당시 서울특별시 서대문구의 일부 지역을 관할했다.

## 역사
제2대 국회의원 선거를 앞두고 서대문구 선거구가 갑, 을로 분구되면서 신설되었다. 이때 새로 편입된 은평면 지역도 관할하게 되면서 고양군 갑에 있던 은평면 지역도 관할하게 되었다.
제8대 국회의원 선거를 앞두고 일부 지역이 서대문구 병으로 분구되었다.
제9대 국회의원 선거를 앞두고 서대문구 갑, 을, 병 선거구가 서대문구 단일 선거구로 합쳐지면서 폐지되었다.

## 역대 국회의원
| 선거   | 정당 | 정당   | 의원   |
| ------ | ---- | ------ | ------ |
| 1950년 |      | 무소속 | 윤기섭 |
| 1954년 |      | 자유당 | 이기붕 |
| 1958년 |      | 자유당 | 최규남 |
| 1960년 |      | 민주당 | 김산   |
| 1963년 |      | 민정당 | 윤제술 |
| 1965년 |      | 민중당 | 홍영기 |
| 1967년 |      | 신민당 | 윤제술 |
| 1971년 |      | 신민당 | 김상현 |

## 역대 선거 결과

### 대한민국 제2대 국회의원 선거
|  | 36.65% |

|  | 20.55% |

|  | 19.21% |

|  | 6.20% |

|  | 5.11% |

|  | 3.05% |

|  | 2.12% |

|  | 1.63% |

|  | 1.61% |

|  | 1.33% |

|  | 1.31% |

|  | 1.18% |

|  | 0% |

|  | 0% |

|  | 0% |

### 대한민국 제3대 국회의원 선거
|  | 58.63% |

|  | 33.25% |

|  | 5.79% |

|  | 2.30% |

### 대한민국 제4대 국회의원 선거
|  | 56.59% |

|  | 40.97% |

|  | 2.43% |

|  | 0% |

### 대한민국 제5대 국회의원 선거
|  | 67.16% |

|  | 8.07% |

|  | 6.95% |

|  | 4.35% |

|  | 3.86% |

|  | 3.83% |

|  | 2.73% |

|  | 1.69% |

|  | 1.30% |

### 대한민국 제6대 국회의원 선거
|  | 41.02% |

|  | 26.26% |

|  | 19.12% |

|  | 6.33% |

|  | 4.56% |

|  | 1.46% |

|  | 1.21% |

### 1965년 대한민국 재보궐선거
윤제술 의원의 사임으로 인해 치러진 1965년 대한민국 재보궐선거에서 민중당 홍영기 후보가 당선되었다.

### 대한민국 제7대 국회의원 선거
|  | 56.15% |

|  | 32.97% |

|  | 6.93% |

|  | 1.65% |

|  | 0.94% |

|  | 0.74% |

|  | 0.58% |

|  | 0% |

|  | 0% |

### 대한민국 제8대 국회의원 선거
|  | 62.43% |

|  | 36.54% |

|  | 0.56% |

|  | 0.33% |

|  | 0.13% |